# Indotyphlops ahsanai
Espèce
Synonymes
- Typhlops ahsanai Khan, 1999

Indotyphlops ahsanai est une espèce de serpents de la famille des Typhlopidae. 

## Répartition
Cette espèce est endémique dans la province du Pendjab au Pakistan. Elle n'est connue que de sa localité type à environ 1 320 m d'altitude.

## Étymologie
Cette espèce est nommée en l'honneur du professeur Ahsanul-Islam (1927-1974).

## Publication originale
- Khan, 1999 : Two new species of blind snakes of genus Typhlops from Azad Kashmir and Punjab, Pakistan (Serpentes: Typhlopidae). Russian Journal of Herpetology, vol. 6, no 3, p. 231-240.